# Augustin Traoré
Augustin Traoré (* 15. November 1955 in Banakouru, Mali) ist ein malischer Geistlicher und römisch-katholischer Bischof von Ségou.

## Leben
Augustin Traoré empfing am 6. Juli 1985 das Sakrament der Priesterweihe.
Am 30. Oktober 2003 ernannte ihn Papst Johannes Paul II. zum Bischof von Ségou. Der Bischof von Kayes, Joseph Dao, spendete ihm am 14. März 2004 die Bischofsweihe; Mitkonsekratoren waren der Bischof von Laghouat, Michel-Joseph-Gérard Gagnon MAfr, und der Bischof von San, Jean-Gabriel Diarra.